# Wunderblume
Die Wunderblume (Mirabilis jalapa), in historischen Werken alternativ auch als „Schweizerhose“ bezeichnet, ist eine Pflanzenart aus der Gattung der Wunderblumen (Mirabilis) innerhalb der Familie der Wunderblumengewächse (Nyctaginaceae).
Bekanntheit erlangte die Pflanze vor allem dadurch, dass der deutsche Botaniker und Genetiker Carl Correns sie zeitgleich mit dem niederländischen Botaniker Hugo de Vries 1900 als Modellorganismus zur Demonstration der von ihnen wiederentdeckten Mendelschen Vererbungsregeln (Uniformität der Bastarde, Aufspaltung in den folgenden Tochtergenerationen) benutzte.

## Herkunft

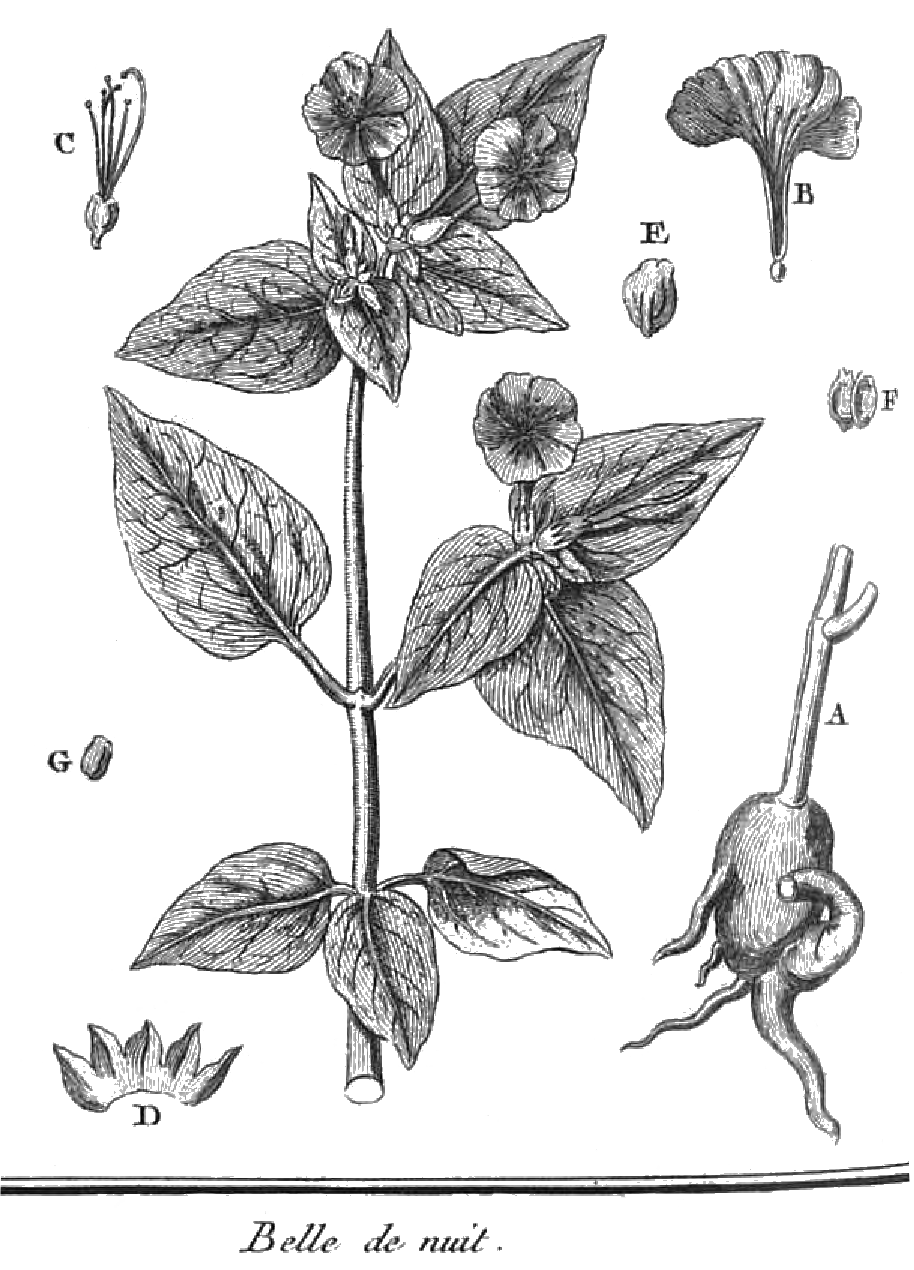
Illustration aus Rozier: Cours d’agriculture, tome 2, pl. 6

Die Wunderblume stammt ursprünglich aus Zentralamerika (wahrscheinlich Mexiko). 1525 gelangten die ersten Pflanzenexemplare nach Europa. Sie ist in vielen tropischen Regionen eine Zierpflanze und wird auch in Europa als (nicht winterharte) Zierpflanze geschätzt. Sie ist in vielen Gebieten der Welt ein Neophyt.

## Beschreibung und Ökologie

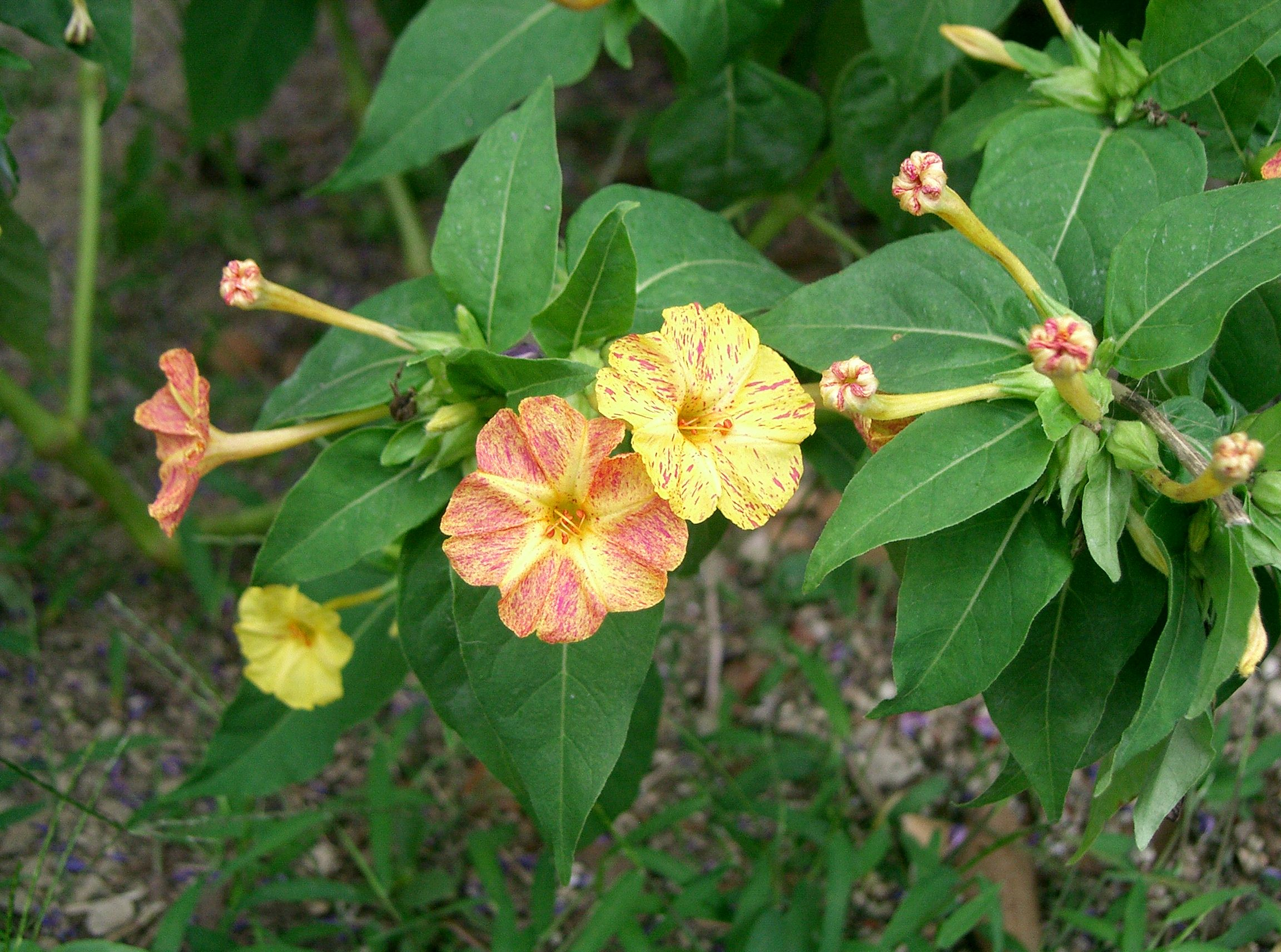
Blüten und Laubblätter

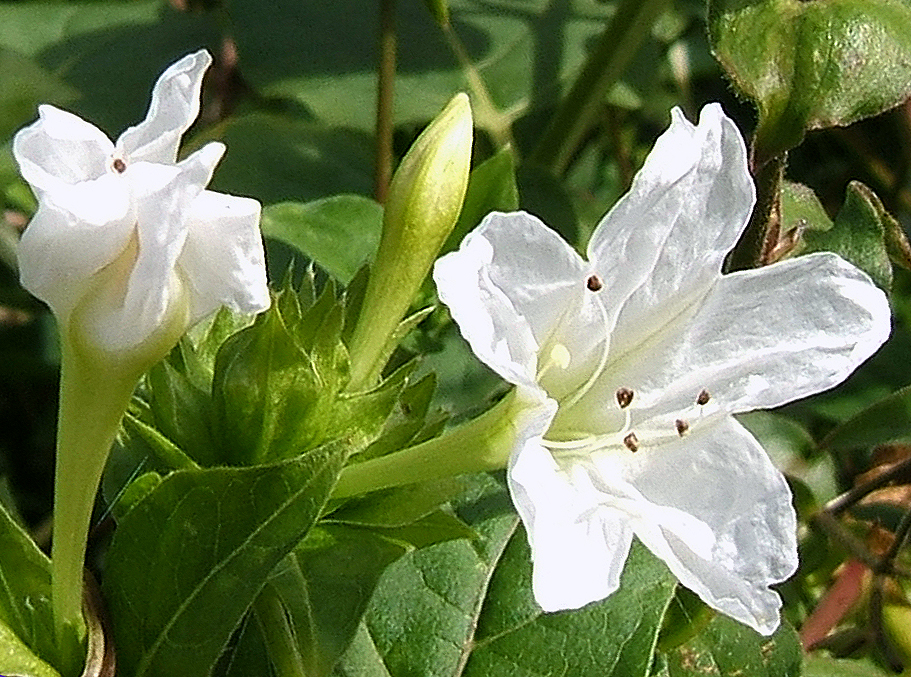
Blüten

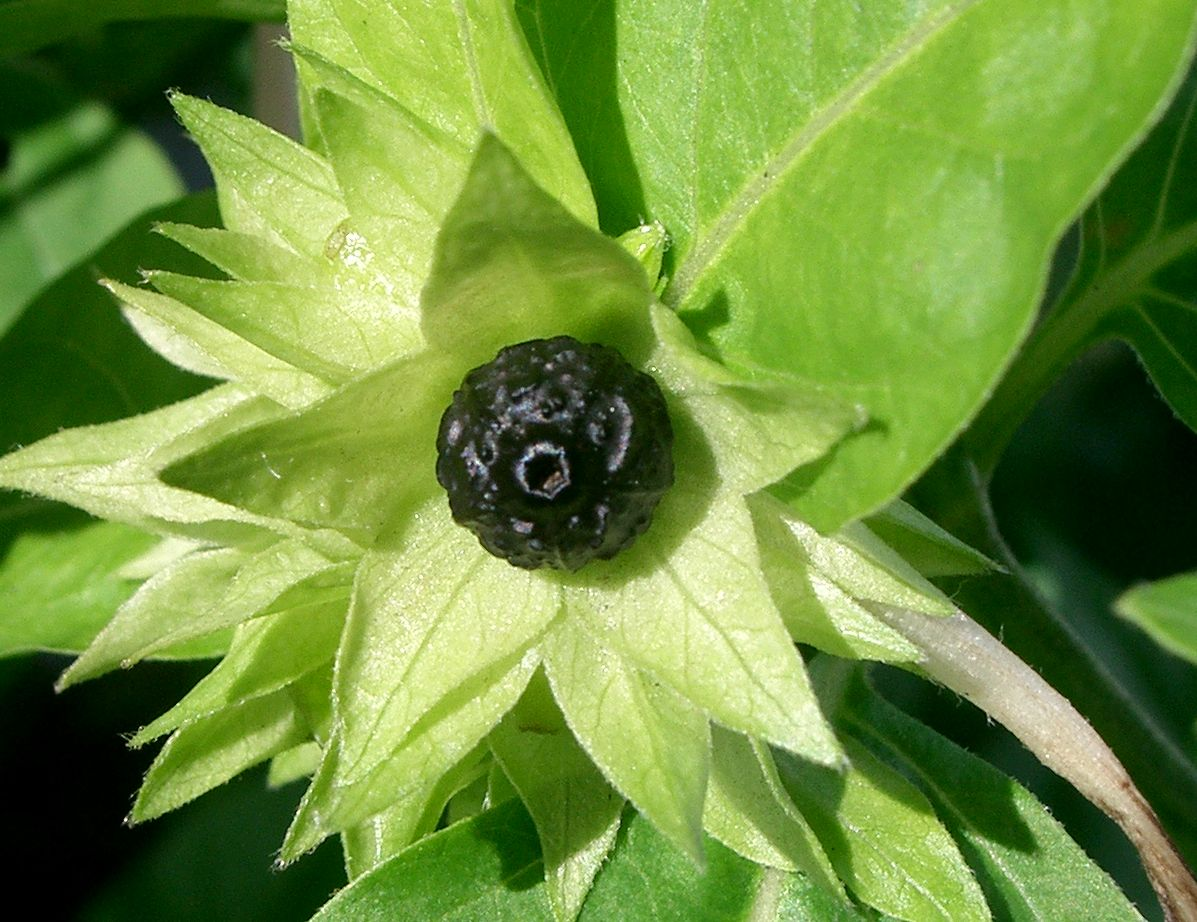
Frucht

### Vegetative Merkmale
Die Wunderblume ist eine ausdauernde oder einjährige krautige Pflanze, die Wuchshöhen von meist 1, selten bis zu 2 Metern erreicht. Sie bildet als Überdauerungsorgane Wurzelknollen, die schwarz oder schwarzbraun sind. Die aufrechten Stängel sind reich verzweigt, zylindrisch, kahl bis leicht flaumig behaart und an den Knoten (Nodien) etwas verdickt.
Die gegenständig am Stängel angeordneten Laubblätter sind in Blattstiel und Blattspreite gegliedert. Der Blattstiel ist 1 bis 4 Zentimeter lang. Die einfache Blattspreite ist bei einer Länge von 3 bis 15 Zentimetern sowie einer Breite von 2 bis 9 Zentimetern eiförmig oder eiförmig-dreieckig mit gestutzter oder herzförmiger Basis und zugespitztem oberen Ende. Der Blattrand ist glatt.

### Generative Merkmale
Am oberen Ende der Stängel stehen einige (drei bis sieben) Blüten zusammen. der Blütenstiel ist nur 1 bis 2 Millimeter lang. Das kahle Involucrum ist bei einer Länge von etwa 1 Zentimeter glockenförmig, fünflappig und haltbar; seine Lappen sind dreieckig-eiförmig mit zugespitztem oberem Ende. Die duftenden Blüten öffnen sich am späten Nachmittag und schließen sich am folgenden Morgen (dies brachte der Art den Trivialnamen „Vieruhrblume“ ein) und locken Nachtfalter zur Bestäubung an. Die Blüten sind 6,5 Zentimeter lang und 2,5 bis 3,5 Zentimeter breit. Die Kronröhre ist 2 bis 6 Zentimeter lang und die Krone hat einen Durchmesser von 2,5 bis 3 Zentimetern. Die trichterförmig verwachsenen Blütenkronblätter können an einer Pflanze in der Färbung stark variieren (weiß, rosafarben, rot und gelb, auch Farbübergänge), deshalb wurde diese Pflanzenart Wunderblume genannt. Die fünf Staubblätter sind 2,75 bis 6 Zentimeter lang. Die Staubfäden sind dünn und die Staubblätter überragen die Blütenkrone. Die Staubbeutel sind kugelig. Der Fruchtknoten ist 1 bis 1,5 Millimeter lang. Der Griffel ist 4 bis 6,5 Zentimeter lang. Die rotvioletten und gelben Farbstoffe der Blüten gehören zur Pigmentgruppe der Betalaine.
Die bei Reife schwarze Frucht ist bei einem Durchmesser von 5 bis 8 Millimetern kugelig, ledrig, gerippt und gefaltet. Die Samen sind nicht ganz erbsengroß, bis zu 3 Jahre lang keimfähig, haben eine kleine kraterförmige Öffnung und haben die Form von Eierhandgranaten.
Die Chromosomenzahl beträgt 2n = 54 oder 58.

## Taxonomie
Die Erstveröffentlichung von Mirabilis jalapa erfolgte 1753 durch Carl von Linné in Species Plantarum, Tomus I, Seite 177.

## Nutzung
In Hungerzeiten werden die Laubblätter gekocht gegessen.
Die Inhaltsstoffe der knolligen Wurzeln der Wunderblume wirken als Aphrodisiakum, Diuretikum und Abführmittel.